# A Love Sublime
A Love Sublime (conosciuto anche come Orpheus) è un film muto del 1917 diretto da Tod Browning e Wilfred Lucas.

## Produzione
Il film fu prodotto dalla Fine Arts Film Company e venne girato a Los Angeles con il titolo di lavorazione Orpheus.

## Distribuzione
Distribuito dalla Triangle Distributing, il film uscì nelle sale cinematografiche USA l'11 marzo 1917.